# Coccoloba steinbachii
Coccoloba steinbachii är en slideväxtart som beskrevs av Howard. Coccoloba steinbachii ingår i släktet Coccoloba och familjen slideväxter. Inga underarter finns listade i Catalogue of Life.